# Jenny Spain
Jenny Spain née le 2 juillet 1980 à San Diego, en Californie, est une actrice et mannequin américaine d'origine espagnole.

## Biographie
Sa mère est chanteuse et son père travaille dans les services secrets. 
En 2007, Jenny joue dans son premier court métrage All The Girls Fake, qui a remporté un prix au Festival du Film de Lansing.
Elle se fait véritablement connaitre en 2008, grâce au rôle de la Femme Zombie (The Deadgirl), dans le film Deadgirl.

## Filmographie
- 2007 : All The Girls Fake - Court métrage
- 2008 : Deadgirl : La femme zombie (The Deadgirl) - Film
- 2010 : Trust - Film